# Библиозофија
Библиозофија или библиофилозофија је наука о сакупљању књига и другог штампаног материјала у сврху подршке науци и уметности.